# Storbritanniens Grand Prix 1958
Storbritanniens Grand Prix 1958 var det sjunde av elva lopp ingående i formel 1-VM 1958. 

## Resultat
1. Peter Collins, Ferrari, 8 poäng
2. Mike Hawthorn, Ferrari, 6+1
3. Roy Salvadori, Cooper-Climax, 4
4. Stuart Lewis-Evans, Vanwall, 3
5. Harry Schell, BRM, 2
6. Jack Brabham, Cooper-Climax
7. Tony Brooks, Vanwall
8. Maurice Trintignant, R R C Walker (Cooper-Climax)
9. Carroll Shelby, Scuderia Centro Sud (Maserati)

### Förare som bröt loppet
- Wolfgang von Trips, Ferrari (varv 59, motor)
- Joakim Bonnier, Jo Bonnier (Maserati) (49, växellåda)
- Gerino Gerini, Scuderia Centro Sud (Maserati) (44, växellåda)
- Ian Burgess, Cooper-Climax (40, koppling)
- Stirling Moss, Vanwall (25, motor)
- Cliff Allison, Lotus-Climax (21, motor)
- Jean Behra, BRM (19, upphängning)
- Ivor Bueb, B C Ecclestone (Connaught-Alta) (19, växellåda)
- Alan Stacey, Lotus-Climax (19, överhettning)
- Graham Hill, Lotus-Climax (17, överhettning)
- Jack Fairman, B C Ecclestone (Connaught-Alta) (7, tändning)

### Förare som ej startade
- Bernie Ecclestone, B C Ecclestone (Connaught-Alta)